# Цюхів
Цю́хів, або Цю́хів Діл, Цю́хів Верх (пол. Ciuchowy Dział, Ciuch)  — гора в Українських Карпатах, в масиві Верхньодністровські Бескиди, найвища точка Цюхового хребта та Орівської скиби. Висота становить 939,4 м над рівнем моря (за іншими даними — 942 м або 931 м). Розташована за 5 км від найближчого до гори села Орів Дрогобицького району Львівської області.  

## Походження назви
Оскільки вершина є найвищою в місцевості села Орів, то й увага їй приділялась належна. Вважається, що топонім «Цюхів» походить від імені дідича Цюха, що володів полонинами на схилах гори. Таким чином, до сих пір лісові галявини, що знаходяться в цій частині села мають назву «Цюхові кітлини». Про пана Цюха, в честь якого була названа гора, складено багато місцевих переказів та легенд, що відображає важливу сутність цієї особи в історії краю. 

## Географія

### Топографія та флора
Верхів'я гори має слабо виражено форму плосковерхої височини зі згладженими схилами, що плавно переходять у максимальне підвищення на північній стороні дуги хребта. Схили та здебільшого й сама вершина вкриті ялицево-буковими лісами, проте північно-східна частина вершини частково безліса.  
Серед вершин свого масиву Цюхів Верх займає третє місце за висотою, поступаючись лише двом вершинам Магура-Лімнянського хребта. Згідно з польською класифікацією відноситься до гірського масиву Берегові Бескиди (Beskidy Brzeżne) та є найвищою його точкою, хоча це дискусійне питання, що залежить від того, котрі зі значень висоти (939,4 м чи 942 м) вважати коректними.   
Завдяки своєму розташуванню на периферії Східних Бескидів, гора виразно здіймається над навколишніми хребтами та вершинами. Вона є найвищою точкою серед передових пасм Карпат, видимих із Дрогобича, а також однією з багатьох вершин, що проглядаються зі Львова.

### Кліматичні умови
Відповідно до висоти (приблизно 940 м) погодні умови на вершині є виразнішими ніж на сусідніх нижчих вершинах та в долинах. Середня річна кількість опадів складає до 900 мм. Температурна різниця гори з найближчими містами, наприклад, Бориславом чи Трускавцем може становити до 6 °C. Наприкінці осені тут утворюється перший сніговий покрив. Протягом зими на горі випадає багато снігу (в середньому до 30 см), проте через притаманні регіону перепади температур та мінливість погоди сніг на вершині може танути, а згодом знову випадати. Так загалом триває до другої-третьої декади квітня, коли сніг кінцево сходить з вершини. У міру наближення літа денна температура на горі починає перевищувати 15  °C. Така характеристика дещо наближає Цюхів до клімату субальпійського поясу (наприклад, як на горі Парашка), хоча за висотними і температурними показниками все ще не відповідає йому. 
У весняний, літній та осінній періоди на горі впадає багато дощів. Також визначальним є фактор вітру, швидкість якого нерідко досягає 30 — 50 км/год з поривами до 60 км/год і навіть більше. Взимку на вершині можуть траплятися хуртовини. Найсприятливіші місяці для сходжень: липень—вересень.

## Відпочинок і туризм

### Польський період
Туристичний інтерес до гори виникав ще за часів Австро-Угорщини, коли планувалося побудувати канатну дорогу від Трускавця до Цюхова. Однак розвиток туристичної інфраструктури розпочався у 1930 році, коли Дрогобицький Відділ Польського Татранського Товариства (ПТТ) відкрив свій перший притулок в Орові, на східних безлісих схилах Цюхового хребта (приблизно 800 м н. р. м.). У 1935 році орівський притулок закрили, оскільки було побудовано новий, більший прямо під вершиною, на південному схилі гори (близько 900 м н. р. м.). Притулок мав доступ до телефонної лінії, водопроводу, а також обладнані ванні кімнати, душові та туалети. Ще взимку 1935/1936 року в шале була відкрита лижна школа. У будівлі також розміщувалася філія Державного метеорологічного інституту. Крім цього, у ті часи на Цюхові перетинались 6 туристичних маршрутів, з яких деякі вже заросли. Під час Другої світової війни притулок було зруйновано.

### Сьогодення
Через свою доступність та відносно легку складність для сходжень, Цюхів є популярною вершиною в регіоні серед туристів.
Влітку 2022 року на горі спорудили 15-метрову оглядову вежу, також відому як «Карпатський маяк», з круговою панорамою на передгірну долину (з вершини можна побачити міста Трускавець, Борислав, Дрогобич, а в ясну погоду навіть Львів та Івано-Франківськ) і навколишні гори, Сколівські Бескиди серед яких видніються хребет Парашки, Щавлева Гряда, Зелем'янка, низькогірні хребти Верхньодністровських Бескидів та західна частина Ґорґанів. Таким чином, вежа стала «візитною карткою» гори і є частиною проєкту розвитку туристичної інфраструктури Карпат Дрогобиччини «Велобескиди». Крім того, за 300 метрів від вершини розташований готель «Карпатські полонини».

## Маршрути до вершини
Вказані шляхи є частиною проєкту «Велобескиди» і проходять через гору:
1. «Цюхів Діл» (ГКК «Буковиця» — Цюхів Верх, пішохідний та велосипедний маршрут, загальна протяжність — 6,34 км, набір висоти становить 379 м)
2. «Ядвігін тракт» (ГКК «Буковиця» — Цюхів Верх — фортеця Тустань, пішохідний та велосипедний маршрут, загальна протяжність — 10,65 км, набір висоти становить 386 м)
3. «Золота баня»  (ГКК «Буковиця» — Цюхів Верх — джерело №6 у Східниці, пішохідний та велосипедний маршрут, загальна протяжність — 11,81 км, набір висоти становить 412 м)
4. «Соляний шлях» (ГКК «Буковиця» — Цюхів Верх — Трускавець, пішохідний маршрут, загальна протяжність — 20,2 км, набір висоти становить 617 м)

Інші маршрути:
1. Туристичний шлях 5050 «Карпатські полонини — Тустань»[13] (Готель «Карпатські полонини» (Цюхів Верх) —  фортеця Тустань, пішохідний маршрут, загальна протяжність — 9,9 км)

## Зображення

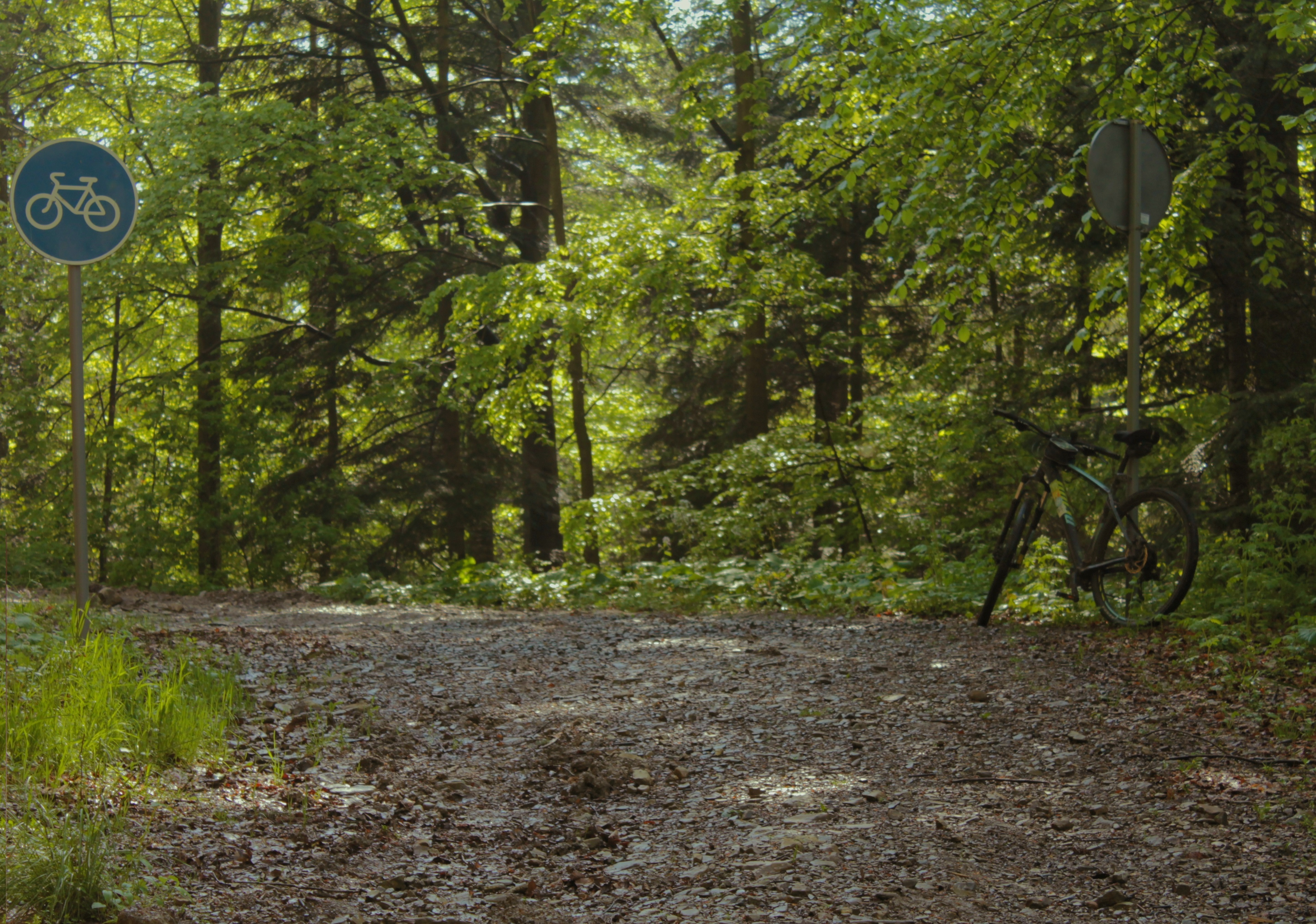
Велосипедний шлях до вершини
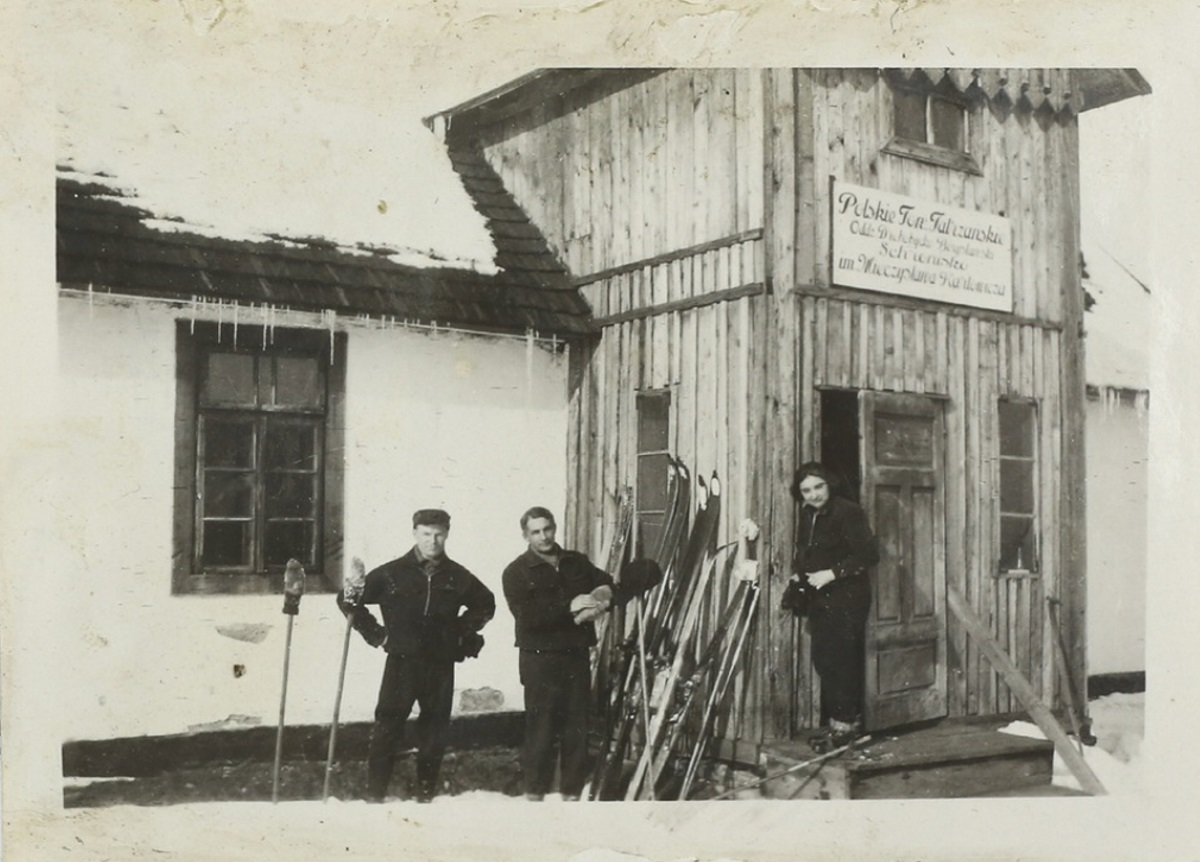
Перший притулок в с. Орів
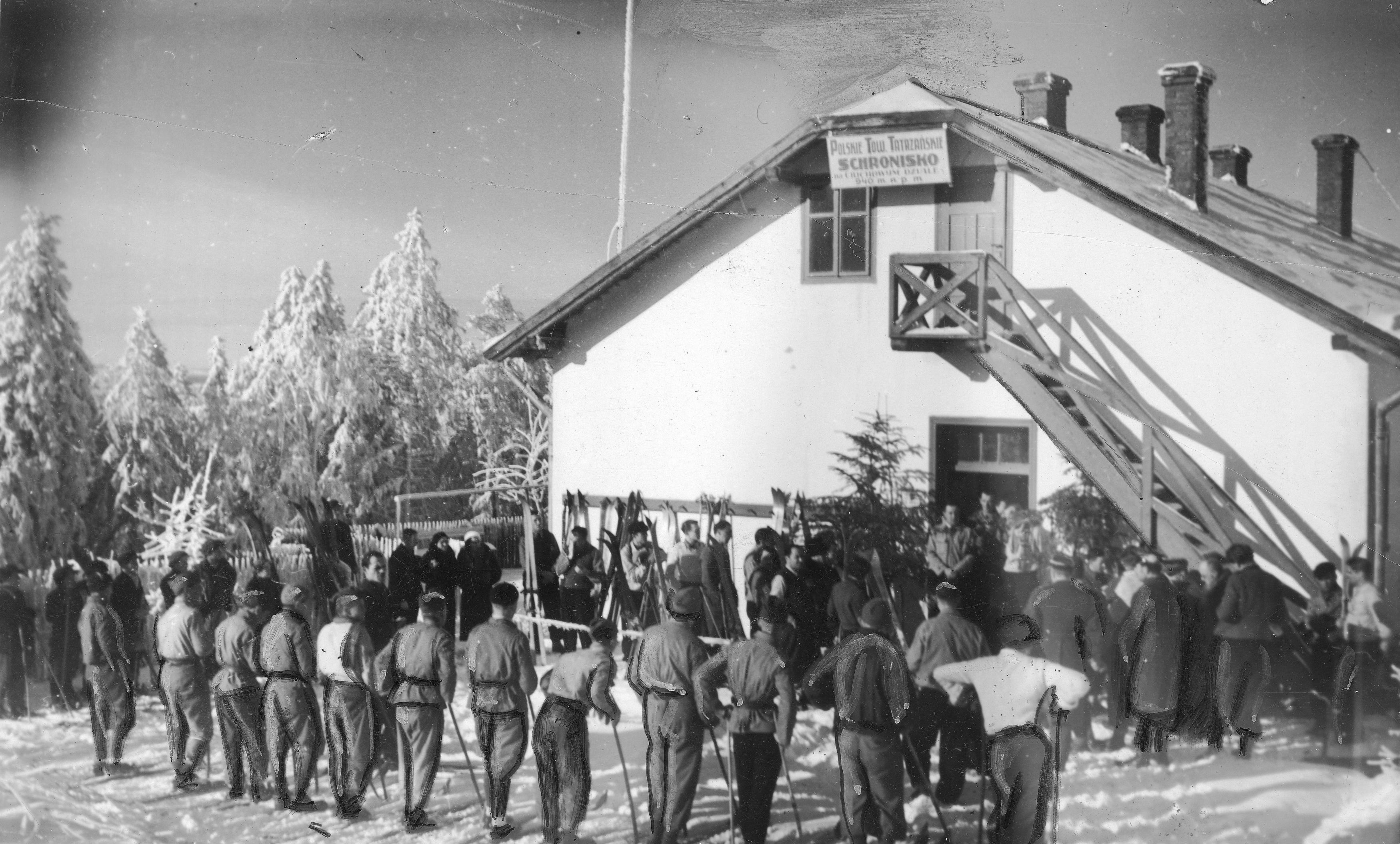
Відкриття нового притулку (грудень 1935 р.)